# Tobere
Tobere – wieś w Botswanie w dystrykcie North West. Według spisu ludności z 2011 roku wieś liczyła 448 mieszkańców.